# Juan José Pradera Ortega
Juan José Pradera Ortega (San Sebastián, 19 de marzo de 1914-Las Palmas de Gran Canaria, 24 de enero de 1976) fue un periodista y diplomático español. Durante la dictadura franquista desempeñó puestos relevantes, siendo delegado nacional de Prensa y Propaganda del «Movimiento» o embajador de España en Siria, Túnez e Irlanda.

## Biografía

### Educación y primeros años
Nacido el 19 de marzo de 1914, era hijo del escritor y político carlista Víctor Pradera —fusilado en la guerra civil—. Realizó estudios superiores de derecho y posteriormente realizaría un doctorado en Derecho. Miembro relevante de la Agrupación Escolar Tradicionalista, durante los años de la Segunda República fue organizador y presidente de la Asociación de Estudiantes Católicos. Junto a otros jóvenes universitarios como Pedro Gamero del Castillo y Gregorio Marañón Moya trabajó para organizar una unión estudiantil no-izquierdista que se denominaría «Frente Español Universitario».
Tras el estallido de la Guerra civil, adscrito al Bando sublevado, formó parte de la gestora que administró las propiedades de la Editorial Católica. Fue director del diario La Voz de España de San Sebastián, que desde el 2 de junio de 1937 pasó a ser órgano de FET y de las JONS —el partido único de la dictadura franquista—. Miembro del «Movimiento», Pradera venía a representar una suerte de equilibrio entre la Falange y el tradicionalismo. En esta época desempeñó el puesto de jefe provincial de FET y de las JONS en Guipúzcoa, apoyándose en los sectores tradicionalistas para consolidar la unificación. Se mantuvo en el cargo hasta octubre de 1939, siendo sustituido por Elías Querejeta Insausti.

### Dictadura franquista
Por imposición de Ramón Serrano Suñer —ministro de la gobernación—, al final de la Guerra civil fue nombrado director del diario madrileño Ya, publicación que dirigió entre 1939 y 1952. El nombramiento se realizó con la oposición del consejo de administración de la Editorial Católica, a pesar de lo cual Pradera logró mantenerse al frente del Ya durante trece años. A raíz de un conflicto con el grupo editorial, en 1952 fue destituido de su cargo como director. Poco después de esto fue nombrado Vicesecretario de secciones de FET y de las JONS, ocupando también el cargo de Delegado nacional de Prensa y Propaganda del «Movimiento». Desde 1952 también ocupó la vicepresidencia de la Asociación de la Prensa de Madrid. Hombre cercano a Raimundo Fernández-Cuesta, fue destituido de sus cargos tras los Sucesos de 1956.
Miembro del Consejo Nacional del Movimiento, entre 1943 y 1961 fue procurador en las Cortes franquistas por designación.
En 1956 inició su carrera diplomática, siendo nombrado embajador de España en Damasco, hasta 1958. Del 4 de julio de 1958 al 26 de noviembre de 1964 fue embajador en Túnez y desde 1966 hasta el 26 de junio de 1970 fue embajador en Dublín. Falleció en Las Palmas de Gran Canaria en 1976.